# エドソン・カスティージョ
エドソン・ダニエル・カスティージョ・ガルシア（Edson Daniel Castillo García, 1994年5月18日 - ）は、ベネズエラ・ボリバル州シウダーグアヤナ出身のサッカー選手。カイザー・チーフスFC所属。ポジションはMF。

## クラブ経歴
2010年にミネロス・デ・グアヤナのトップチームに昇格。同年10月17日のアラグアFC戦で16歳でプロデビュー。以降出場機会を増やし、チームの主力選手に成長。
2016年6月、アゼルバイジャン・プレミアリーグのネフチ・バクーに移籍。2016-17シーズンはリーグ戦20試合に出場。同シーズン終了後にローン移籍の形でグアヤナに復帰。以降は母国リーグやCDサカテペクなどでプレーした。
2023年7月、カイザー・チーフスFCに2年契約で移籍した。

## 代表経歴
2011年にU-17のベネズエラ代表で南米U-17選手権に出場。2021年のコパ・アメリカ2021に、本来の代表選手にCOVID-19によるクラスターで、多くの主力選手が出場辞退を余儀なくされた関係で、代表初招集。6月13日のグループリーグ初戦のブラジル戦で代表戦初出場。20日のエクアドル戦では、同点となる代表初ゴールを記録。その後勝ち越されるも、1-2で迎えた試合終了間際に、ロナルド・エルナンデスの同点ゴールを演出するアシストも記録し、1ゴール1アシストの活躍を見せた。